# 왕호헌
왕호헌(중국어 간체자: 王皓轩, 병음: Wáng Hàoxuān, 1995년 9월 2일 ~ )은 중국의 배우이다. 소속사는 남린문화와 왕호헌 공작실이며 팬덤명은 「현미」(玄米)이다. 공식색은 「머스타드색」이다.  
| 응원 구호                                                                |
| "皓月千里, 「轩」你同行" ("밝은 달 천 리 갈 때, 「헌」 너도 함께 가라.") |

## 활동

### 2017년 ~ 2018년: 데뷔 및 활동
2017년 중에 드라마 《以你为名的青春》의 행사로 데뷔를 했다. 행사 이후 촬영을 했고 2018년 3월 21일, 드라마 《以你为名的青春》徐永毅(서영의) 역으로 드라마 정식 데뷔를 하였다. 7월 20일, 드라마 《沙海》의 苏万(소만) 역을 맡았다.

### 2019년: 활동
6월 27일, 텐센트의 웹드라마 《陈情令》의 薛洋(설양) 역을 맡으며 호평을 받았고 인기가 많아졌으며 국내에서도 얼굴을 알린 계기가 되었다.

### 2020년: 활동
8월 10일, 텐센트의 웹드라마 《且听凤鸣》의 御明夜(어명야) 역을 맡았다.

## 필모그래피
| 연도            | 제목           | 원제           | 배역           |
| 2018년 3월 21일 | 이니위명적청춘 | 以你为名的青春 | 서영의(徐永毅) |
| 2018년 7월 20일 | 사해           | 沙海           | 소만(苏万)     |
| 2019년 6월 27일 | 진정령         | 陈情令         | 설양(薛洋)     |
| 2020년 8월 10일 | 차청봉명       | 且听凤鸣       | 여명야(御明夜) |

## 여담
- 낯을 정말 많이 가린다. 인상이 센 편인데다가 진정령 내에서도 악역(싸이코...)을 맡아서 그런지 본체를 처음 접한 팬들 놀라거나 당황스러워한다. 실제로 진정령 배우들 말로는 '가장 내성적이고 말수가 적은 사람'이다.
- 리버풀 FC의 극성 팬이다. SNS에서 왕호헌을 찾고 싶으면 LIVERPOOL을 검색하라고 할 정도로 팬이며, 월드컵에서 이겼다고 운 적도 있었다.
- 인터뷰에서 어떤 축구 팀을 가장 좋아하냐는 말에 고민도 하지 않고 '리버풀'이라고 답했다. 실제로 취미가 축구인데 어느정도 실력도 있는 것 같다.[2] 그러나 본인은 이제 나이도 있고 체력도 부족하여 공원의 캔이나 찰 수 있을 거라고 한다.
- 고등학교 때는 이과였다. 그러나 상대적으로 미술 점수가 저조했고, 영화에 대해서 공부하고 싶어서 수능을 응시하지 않고 예능시험을 보는 것으로 진로를 틀었다고 한다. 처음엔 가족들이 반대했다고 한다. 그렇게 들어간 곳이 중국 3대 연기 대학[3] 중 하나.
- 은근 미성이나 노래는 썩 잘하지 못하는 편.
- 노란색을 굉장히 좋아한다. 후드티부터 시작해서 가디건, 모자, 휴대폰 케이스, 백팩까지 노란색을 소지중이다. 때문에 응원색도 노란색.
- 매운 음식을 좋아하며 잘 먹는다. 가장 좋아하는 음식은 마라탕이고, 라이브 방송으로 불닭볶음면을 먹은 적도 있다. 심지어 그 위에 매운 중국 소스와 타바스코 소스까지 뿌렸다.
- 윙크를 못한다. 양 쪽 눈이 다 감긴다.
- 이 분을 닮았다는 이야기도 종종 나온다.
- 중국의 걸그룹 서바이벌 프로그램 창조영 2020이 방영되던 날, 드라마 진정령에서 효성진 역을 맡은 배우 송지양과 함께 아천 역을 맡은 가수인 천쥬오쉬엔[4]에게 "꼬마 장님, 사탕 먹고 지지 마~"라고 응원해주었다.[5]
- 진정령의 '의성조' 배우인 송람의 이박문, 효성진의 송지양, 아천의 천쥬오쉬엔과 친하다.